# Marcus Hahnemann
Marcus Stephan Hahnemann (Seattle, 15 juni 1972) is een Amerikaans voormalig betaald voetballer van Duitse komaf. Hij deed van 1994 tot en met 2014 dienst als doelman voor Seattle Sounders, Colorado Rapids, Fulham, Rochdale, Reading, Wolverhampton Wanderers en Everton. Hahnemann was van 1994 tot en met 2011 ook international van het Amerikaans voetbalelftal, waarvoor hij negen wedstrijden speelde.

## Clubcarrière
De 1.91 meter lange Hahnemann werd na vijf jaar op het hoogste niveau in de Verenigde Staten in 1999 naar Europa gehaald door Fulham FC. Daarmee promoveerde hij in 2001 van de First Division naar de Premier League. Hierin speelde Hahnemann nooit een wedstrijd voor Fulham, omdat dat in de zomer Edwin van der Sar kocht bij FC Juventus en die eerste keeper werd. Hij werd verhuurd aan Rochdale AFC en daarna Reading FC, dat hem na de promotie uit de Second Division in 2002 definitief overnam. Hier werd en bleef Hahnemann eerste doelman. Na vier jaar als Readingkeeper promoveerde hij met de club en debuteerde hij alsnog in de Premier League, waarin hij bij Reading wel eerste keus bleef. Na meer dan 75 wedstrijden op het hoogste Engelse niveau degradeerde Hahnemann met de club en het jaar erop lukte het niet om direct terug te promoveren. Zijn contract liep na het seizoen 2008/09 af en Reading gaf hem geen verlenging. Hahneman keerde vervolgens terug in de Premier League omdat McCarthy hem naar Wolverhampton Wanderers haalde. In 2011 werd hij tweede keeper bij Everton achter landgenoot Tim Howard. Later werd hij door Seattle Sounders teruggehaald naar de Verenigde Staten. Op 8 december 2014 maakte Hahnemann bekend te stoppen met profvoetbal.

## Clubstatistieken
| Seizoen  | Club                    | Competitie          | Duels | Goals |
| -------- | ----------------------- | ------------------- | ----- | ----- |
| 1994-'96 | Seattle Sounders        | USL First Division  | 71    | 0     |
| 1997-'99 | Colorado Rapids         | Major League Soccer | 66    | 0     |
| 1999-'01 | Fulham                  | First Division      | 3     | 0     |
| 2001-'02 | Fulham                  | Premier League      | 0     | 0     |
| 2001-'02 | → Rochdale              | Third Division      | 5     | 0     |
| 2001-'02 | → Reading               | Second Division     | 6     | 0     |
| 2002-'06 | Reading                 | First Division      | 168   | 0     |
| 2006-'08 | Reading                 | Premier League      | 76    | 0     |
| 2008-'09 | Reading                 | First Division      | 32    | 0     |
| 2009-'11 | Wolverhampton Wanderers | Premier League      | 39    | 0     |
| 2011-'12 | Everton                 | Premier League      | 0     | 0     |
| 2012-'14 | Seattle Sounders        | Major League Soccer | 6     | 0     |

## Interlandcarrière
Hahnemann debuteerde op 19 november 1994 in het Amerikaans voetbalelftal. Sindsdien speelde hij nog een handvol interlands voor het nationale team, maar zat daar vaker op de reservebank achter achtereenvolgens Tony Meola (1998-2006), Kasey Keller (1990-2007), Brad Friedel (1992-2005) en Tim Howard (vanaf 2002). Na 2011 kwam Hahnemann niet meer in aanmerking voor de nationale ploeg.
| Interlands van Marcus Hahnemann voor Verenigde Staten | Interlands van Marcus Hahnemann voor Verenigde Staten | Interlands van Marcus Hahnemann voor Verenigde Staten | Interlands van Marcus Hahnemann voor Verenigde Staten | Interlands van Marcus Hahnemann voor Verenigde Staten | Interlands van Marcus Hahnemann voor Verenigde Staten |
| №                                                     | Datum                                                 | Wedstrijd                                             | Uitslag                                               | Competitie                                            |                                                       |
| ----------------------------------------------------- | ----------------------------------------------------- | ----------------------------------------------------- | ----------------------------------------------------- | ----------------------------------------------------- | ----------------------------------------------------- |
| 1                                                     | 19 november 1994                                      | Trinidad en T. – Verenigde Staten                     | 1–0                                                   | Vriendschappelijk                                     |                                                       |
| 2                                                     | 22 november 1994                                      | Jamaica – Verenigde Staten                            | 0–3                                                   | Vriendschappelijk                                     |                                                       |
| 3                                                     | 11 december 1994                                      | Verenigde Staten – Honduras                           | 1–1                                                   | Vriendschappelijk                                     |                                                       |
| 4                                                     | 8 juni 2003                                           | Verenigde Staten – Nieuw-Zeeland                      | 2–1                                                   | Vriendschappelijk                                     |                                                       |
| 5                                                     | 7 juli 2005                                           | Cuba – Verenigde Staten                               | 1–4                                                   | CONCACAF Gold Cup                                     |                                                       |
| 6                                                     | 7 september 2005                                      | Guatemala – Verenigde Staten                          | 0–0                                                   | WK-kwalificatie                                       |                                                       |
| 7                                                     | 17 oktober 2007                                       | Zwitserland – Verenigde Staten                        | 0–1                                                   | Vriendschappelijk                                     |                                                       |
| 8                                                     | 5 juni 2010                                           | Verenigde Staten – Australië                          | 3–1                                                   | Vriendschappelijk                                     |                                                       |
| 9                                                     | 29 maart 2011                                         | Verenigde Staten – Paraguay                           | 0–1                                                   | Vriendschappelijk                                     |                                                       |